# Terzo (diritto)
Il terzo, in diritto, è un soggetto diverso da coloro che sono legati da un rapporto giuridico oppure da un contratto, ovvero dalle parti: in ambito processuale, il terzo è un soggetto estraneo alle parti coinvolte.
L'attributo della "terzietà" compete al giudice per indicare la sua estraneità rispetto alle parti e l'indifferenza riguardo l'esito della controversia: tale elemento è essenziale nella giurisdizione.
Per etimologia, il termine deriva dall'antico uso scolastico: negli esempi, i soggetti erano indicati fittiziamente da numeri in lingua latina come "Primus", "Secundus" e "Tertius".